# أوزون أوبة
أوزون‌ أوبة هي قرية في مقاطعة مراغة، إيران. عدد سكان هذه القرية هو 78 في سنة 2006.